# ۱۴۸۹ آتیلا
سیارک ۱۴۸۹ (به انگلیسی: 1489 Attila، نامگذاری:1939GC) هزار و چهارصد و هشتاد و نهمین سیارک کشف شده‌است که در ۱۲ آوریل ۱۹۳۹ کشف شد.
قدر مطلق سیارک برابر ۱۱٫۱۰ است.